# Edison, the Man
Edison, the Man is een Amerikaanse dramafilm uit 1940 onder regie van Clarence Brown. Het scenario is gebaseerd op het leven van de Amerikaanse uitvinder Thomas Edison.

## Verhaal
Op de viering van de 50ste verjaardag van de uitvinding van de gloeilamp blikt de uitvinder Thomas Edison terug op zijn leven. In 1869 reist hij als jonge telegrafist naar New York om geldschieters te vinden voor zijn onderzoek. Het telegrafiebedrijf Western Union toont belangstelling voor het project. Hij weet zijn uitvinding te verkopen voor 40.000 dollar. Met dat bedrag kan hij zijn bruiloft bekostigen en zijn lab in Menlo Park betalen. In de jaren daarop ontwikkelt hij de fonograaf. Als een medewerker tegen de pers opschept over de uitvinding van de gloeilamp, komt Edison onder grote tijdsdruk te staan. Een van zijn tegenstanders eist dat hij er op zes maanden tijd in slaagt een straat in New York elektrisch te verlichten.

## Rolverdeling
| Acteur            | Personage        |
| ----------------- | ---------------- |
| Spencer Tracy     | Thomas A. Edison |
| Rita Johnson      | Mary Stillwell   |
| Lynne Overman     | Bunt Cavatt      |
| Charles Coburn    | Generaal Powell  |
| Gene Lockhart     | Mijnheer Taggart |
| Henry Travers     | Ben Els          |
| Felix Bressart    | Michael Simon    |
| Peter Godfrey     | Ashton           |
| Guy D'Ennery      | Lundstrom        |
| Byron Foulger     | Edwin Hall       |
| Milton Parsons    | Acid Graham      |
| Arthur Aylesworth | Jack Bigelow     |
| Gene Reynolds     | Jimmy Price      |
| Addison Richards  | Mijnheer Johnson |
| Grant Mitchell    | Snade            |
| Paul Hurst        | Sheriff          |
| George Lessey     | Ceremoniemeester |
| Jay Ward          | John Schofield   |
| Ann Gillis        | Nancy Grey       |

## Prijzen en nominaties
| Jaar | Prijs  | Categorie     | Genomineerde(n)         | Uitslag     |
| ---- | ------ | ------------- | ----------------------- | ----------- |
| 1940 | Oscars | Beste verhaal | Dore Schary Hugo Butler | Genomineerd |